# Niania Ogg
Gytha Ogg (de domo Ogg, primo, secundo et tertio voto Ogg, powszechnie zwana Nianią Ogg) – postać z cyklu książkowego Świat Dysku Terry'ego Pratchetta. Czarownica z Lancre, głowa wielkiego i starożytnego rodu. Obok Babci Weatherwax i Magrat Garlick jedna z głównych postaci cyklu, zwłaszcza obejmującego kilka powieści łuku fabularnego o czarownicach z Lancre, a także uzupełniającej cykl fabularyzowanej książki kucharskiej Nanny Ogg's Cookbook.
Trzykrotnie zamężna wdowa, matka piętnaściorga dzieci, babka i prababka licznych członków rodu Oggów (z potomków Niani najbardziej znani są Jason – wielce szanowany lancrański kowal, oraz Shawn – strażnik, herold, poczmistrz i czyściciel zamkowych wygódek, a więc prawie cała cywilna i wojskowa służba królestwa Lancre). Nad swoją liczną rodziną sprawuje absolutną, despotyczną władzę. Miłośniczka prostych uciech, nigdy nieodmawiająca propozycji poczęstunku, a zwłaszcza kufelka piwa (lub czegoś mocniejszego). Opisywana jako niska i pulchna starsza pani z siwymi lokami i twarzą jak pomarszczone jabłko. Mimo pozorów prostoty jest doświadczoną i zdolną czarownicą. Cechuje się także swobodnym i pełnym wyrozumiałości (zapewne z uwagi na bujną młodość) podejściem do spraw damsko-męskich. Autorka książki kucharskiej Pikuantne rozkosze (wyd. Kozaberger, Ankh-Morpork). Właścicielka kota Greebo.
W odróżnieniu od Babci Weatherwax, będącej zwolenniczką „głowologii” i oddziałującą na ludzi potężną siłą swej osobowości, Niania Ogg stosuje raczej zasadę wtapiania się w otoczenie (mimikra) i metodę minimum wysiłku, wkraczając z odpowiednim posunięciem w najbardziej właściwym momencie. Jej umiłowanie życia we wszelkich jego przejawach i ciągła chęć do dobrej zabawy zjednuje jej natychmiastową sympatię otoczenia (a przynajmniej znacznej jego części). Postać Niani Ogg wprowadza do podcyklu o czarownicach pierwiastek ludyczny. W odniesieniu do mitu Wielkiej Bogini pełni ona rolę Matki, przy czym w Carpe jugulum, z racji macierzyństwa Magrat (uprzednio Dziewicy), ulega to pewnemu zachwianiu (tą trzecią jest Babcia Weatherwax). Farah Mendelsohn w swojej interpretacji postaci czarownic w Świecie Dysku obok mitologicznej trójki Dziewica-Matka-Starucha wprowadza także, na podstawie swojej analizy zagadnień etycznych w twórczości Pratchetta, trójkę etyczną miły-sprawiedliwy-dobry. Podczas gdy Babcia Weatherwax niewątpliwie reprezentuje "sprawiedliwe", a Magrat "miłe", reprezentowanie "dobrego" przez Nianię Ogg jest jednak mniej oczywiste. Etyczność Niani osadzona jest w pierwotnych, prastarych kultach płodności Świata Dysku, starszych niż systemy etyczne jej koleżanek, a jej najbardziej charakterystyczne cechy to elastyczne podejście do prawdy oraz – o ile tylko nie stoją one na przeszkodzie realizacji jej zamierzeń – szeroka tolerancja dla wszelkich ludzkich słabości.
W powieści Trzy wiedźmy (1988), pełnej nawiązań do Makbeta i innych sztuk Williama Szekspira, wiedźmy opiekują się dzieckiem zamordowanego władcy Lancre oraz całym królestwem, rządzonym przez jego mordercę, doprowadzając do tego, że tron obejmuje prawowity dziedzic. Magrat i Niania Ogg pojawiają się w tej powieści po raz pierwszy, jako towarzyszki (występującej już wcześniej w Równoumagicznieniu) Babci Weatherwax: trójka czarownic stanowi żartobliwą trawestację wiedźm z Makbeta. W nawiązującej do wielu bajek ludowych i powieści dla dzieci Wyprawie czarownic (1991) czarownice wyruszają w pełną przygód podróż do dalekich krajów: powieść ta obrazuje różnorodność typów kobiet i typów wiedźm, w szczególności przedstawienie kobiety jako triady dziewica-matka-starucha, uwidocznione przez skontrastowanie charakterów głównych bohaterek. W powieści Panowie i damy (1992; także żartobliwie nawiązującej do Szekspira, zwłaszcza Snu nocy letniej) w Lancre odbywa się ślub Magrat, na który przybywa reprezentująca całą rozmaitość postaci Świata Dysku rzesza gości, czarownice bronią zaś królestwa przed najazdem elfów: przedstawione jest w niej wiele szczegółów z przeszłości Niani i pozostałych czarownic. W Maskaradzie (1995; nawiązania do opery i innych form teatru muzycznego) Niania Ogg jest autorką niezwykle popularnej książki kucharskiej i stara się uzyskać należne jej za nią profity. W Carpe jugulum (1995), powieści nawiązującej do przedstawień wiedźm i wampirów w folklorze, osią fabuły jest starcie właśnie między wiedźmami i wampirami; ukazane są tu także konflikty między czarownicami, spowodowane m.in. zachwianiem spójności łączącej je alegorii trzech okresów życia kobiety przez macierzyństwo Magrat (przy czym przy pewnej interpretacji gdy Magrat zostaje matką, Niania zostaje staruchą, natomiast Babcia Weatherwax traci na znaczeniu i oddala od pozostałej dwójki). W powieści Złodziej czasu (2005) Niania jest bohaterką drugoplanową, pojawia się także w kilku późniejszych.
Nazwa postaci została użyta do epitetu gatunkowego wymarłego gatunku wczesnokredowego miłorzęba z Wielkiej Brytanii: Ginkgoites nannyoggiae, a samej postaci Ogg poświęcono znaczek pocztowy poczty brytyjskiej. 
Postać została uznana za jedna z dziesięciu najlepszych fikcyjnych postaci ze Świata Dysku.